# Dyveke Sigbritsdochter

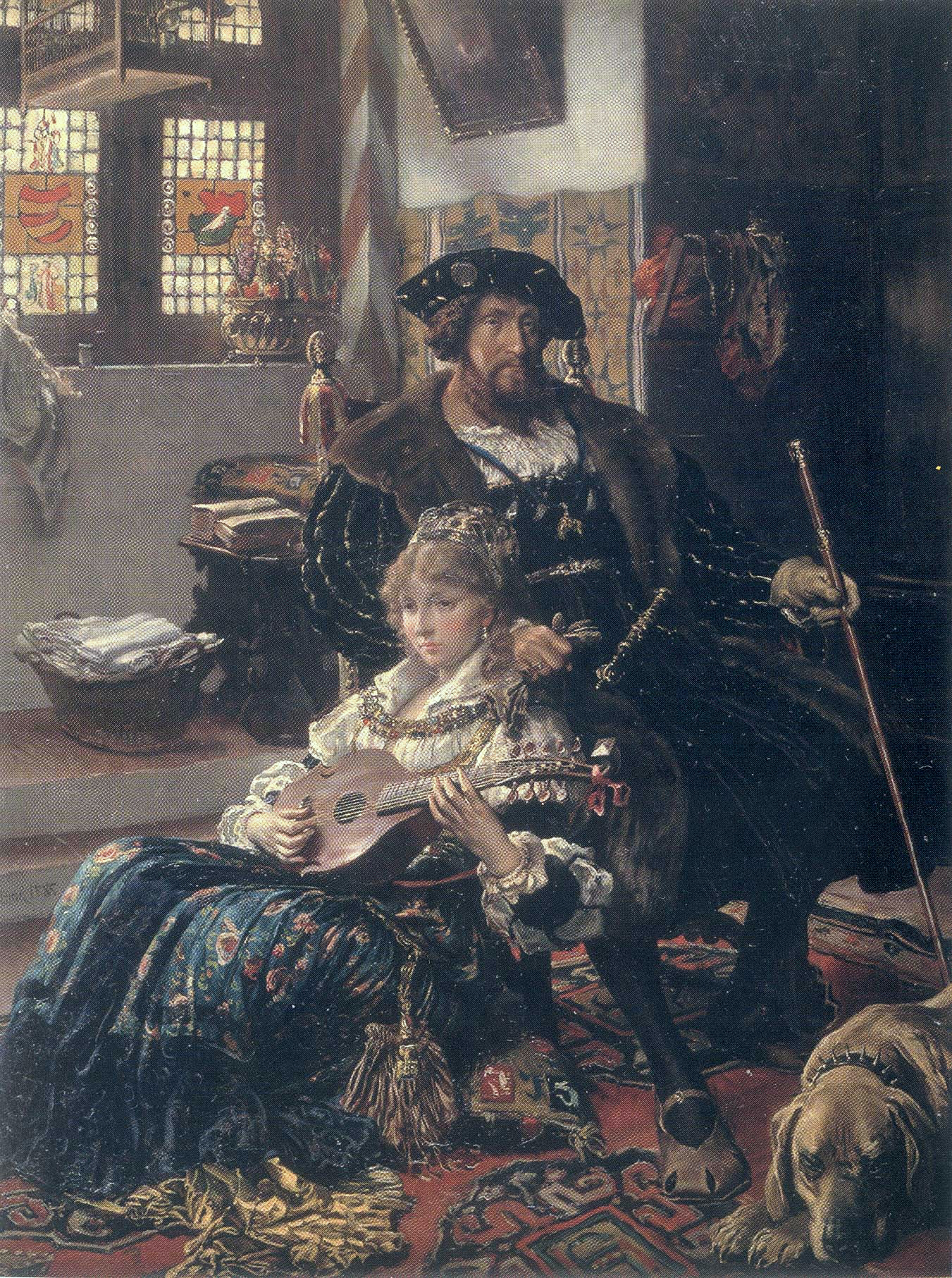
Dyveke Sigbritsdochter en Christiaan II (schilderij van Vilhelm Rosenstrand, 1885)

Dyveke of Duveke Sigbritsdochter (Deens: Dyveke Sigbrittsdatter) (Amsterdam ca. 1490 – Kopenhagen 21 september 1517) was de maîtresse van koning Christiaan II van Denemarken, Noorwegen en Zweden.

## Leven
Dyveke stamde uit een Amsterdamse koopmansfamilie. Haar vader stierf toen zij nog zeer jong was en van hem is alleen bekend dat hij de voornaam Nicolaas had. Haar achternaam komt dan ook van haar moeder, Syberich ofwel Sigbrit Willems. Vaak wordt haar achternaam weggelaten en vooral in Denemarken is zij bekend onder haar voornaam. Aan het eind van de 15e eeuw vertrokken moeder en dochter naar Bergen, waar Syberich een herberg begon.
Dyveke werd later marktkoopvrouw. Volgens de Deense geschiedschrijver Hans Svaning (1503-1584) werd koninklijk kanselier Erik Valkendorf, toen hij over de markt van Bergen liep, hier zozeer getroffen door haar schoonheid, dat hij Christiaan II, toen onderkoning van Noorwegen, over haar berichtte. Hierop organiseerde de onderkoning een feest in Bergen, waarop ook Dyveke werd uitgenodigd, om haar te ontmoeten. Volgens de geschiedschrijver zouden Christiaan en Dyveke die nacht voor het eerst het bed gedeeld hebben. Tegenwoordig wordt aangenomen dat een en ander gebeurde in 1507 of, minder waarschijnlijk, 1509.
Christiaan liet voor zijn minnares en haar moeder een huis in Oslo bouwen. In 1513 werd hij koning van Denemarken. Moeder en dochter gingen op Slot Hvidøre ten noorden van Kopenhagen wonen en in 1516 kocht hij voor hen een huis in de buurt van zijn paleis.
Nadat Christiaan in 1515 met Isabella van Oostenrijk was getrouwd, zette hij zijn relatie met Dyveke gewoon voort. Dit werd hem niet in dank afgenomen, in het binnenland noch in het buitenland. In 1516 dreigde keizer Maximiliaan I, de grootvader van Isabella, zelfs dat Dyveke een ongeluk zou overkomen als Christiaan de affaire niet zou beëindigen.

## Overlijden
In de zomer van 1517 stierf Dyveke. Ze werd begraven in het karmelietenklooster van Helsingør.
Algemeen wordt aangenomen dat zij was vergiftigd. Door wie blijft echter tot op heden de vraag. Haar moeder beschuldigde Erik Valkendorf, die in 1510 aartsbisschop van Nidaros geworden was. Hij wist de koning ervan te overtuigen dat de edelman Torben Oxe haar had vermoord. Dyvekes dood werd de inzet van een politiek spel. Oxe werd voor de Rijksraad gedaagd, maar hij werd vrijgesproken. Christiaan liet hem daarop voor een boerenrechtbank verschijnen, die hem schuldig bevond en hem liet onthoofden.
De dood van Oxe versterkte de tegenstelling tussen de Scandinavische aristocratie en de koning, die een hoogtepunt bereikte in het Bloedbad van Stockholm in 1520.
Volgens sommige bronnen zat keizer Maximiliaan I achter de moord op Dyveke, of werd zij per ongeluk vergiftigd.
Na de dood van haar dochter behield Syberich een grote invloed op de koning, vooral op financieel gebied. Bovendien was zij hoofd van de hofhouding van prins Johan (Hans), de zoon van de koning. Nadat de koning in 1523 uit zijn rijk verdreven was, volgde zij hem naar de Nederlanden.